# Le Comte de Carmagnole
Le Comte de Carmagnole (en italien : Il Conte di Carmagnola) est la première tragédie d'Alessandro Manzoni composée entre janvier 1816 et décembre 1819 et publiée en janvier 1820.

## Argument
La pièce raconte l'histoire de Francesco Bussone da Carmagnola.

## Structure
La pièce est une tragédie historique en 5 actes.